# بيتشمبتون (باكينجهامشير)
بيتشمبتون (بالإنجليزية: Beachampton)‏ هي قرية، middle ages battle و أبرشية مدنية تقع في المملكة المتحدة في إنجلترا.  يقدر عدد سكانها بـ 184 نسمة .